# Parafia Matki Bożej Królowej Polski w Dąbrowie
Parafia Matki Bożej Królowej Polski w Dąbrowie – parafia rzymskokatolicka znajdująca się w diecezji rzeszowskiej w dekanacie Rzeszów Zachód.
Parafia erygowana została w 1987 roku.